# László Branikovits
László Branikovits (18. prosince 1949 Budapešť – 16. října 2020 Budapešť) byl maďarský fotbalista, útočník.

## Fotbalová kariéra
V maďarské lize hrál za Ferencvárosi TC a Csepel SC. V maďarské lize nastoupil ve 246 ligových utkáních a dal 89 gólů. S Ferencvárosem vyhrál třikrát maďarskou ligu a třikrát maďarský fotbalový pohár. V Poháru mistrů evropských zemí nastoupil ve 4 utkáních a dal 1 gól, Poháru vítězů pohárů nastoupil v 7 utkáních a dal 3 góly a v Poháru UEFA nastoupil ve 16 utkáních a dal 11 gólů. Za maďarskou reprezentaci nastoupil v letech 1972–1975 ve 6 utkáních a dal 2 góly. S olympijskou reprezentací Maďarska získal stříbrné medaile na LOH 1972 v Mnichově, nastoupil ve 4 utkáních.

## Ligová bilance
| Ročník                   | Zápasy | Góly | Klub            |
| ------------------------ | ------ | ---- | --------------- |
| 1. maďarská liga 1967    | 3      | 1    | Ferencvárosi TC |
| 1. maďarská liga 1968    | 23     | 6    | Ferencvárosi TC |
| 1. maďarská liga 1969    | 28     | 8    | Ferencvárosi TC |
| 1. maďarská liga 1970    | 16     | 4    | Ferencvárosi TC |
| 1. maďarská liga 1971    | 29     | 16   | Ferencvárosi TC |
| 1. maďarská liga 1971/72 | 28     | 15   | Ferencvárosi TC |
| 1. maďarská liga 1972/73 | 28     | 8    | Ferencvárosi TC |
| 1. maďarská liga 1973/74 | 25     | 12   | Ferencvárosi TC |
| 1. maďarská liga 1974/75 | 11     | 4    | Ferencvárosi TC |
| 1. maďarská liga 1975/76 | 8      | 0    | Ferencvárosi TC |
| 1. maďarská liga 1976/77 | 20     | 8    | Csepel SC       |
| 1. maďarská liga 1977/78 | 26     | 6    | Csepel SC       |
| CELKEM 1. liga           | 245    | 88   |                 |